# Нейолов Василь Іванович
Васи́ль Іва́нович Нейо́лов (рос. Неёлов Василий Иванович; 9 січня 1722 — 19 січня 1789, Царське Село) — російський зодчий та інженер, придворний архітектор російських імператорів, один із будівничих палацово-паркового ансамблю Царського Села.
Батько архітекторів Іллі та Петра Нейолових.

## Біографія
Вивчав садово-паркове мистецтво в Англії. З 1774 року очолював «Контору будівель Села Царського». Будував паркові павільйони і містки.

## Творча спадщина
- Пейзажний Англійський сад (1771—1780);
- Псевдоготичне Адміралтейство (1773—1777).